# Solar del Privilegio del Páramo y de la Focella
La Focella se corresponde con la parroquia de Santa María de la Focella, que conjuntamente con el término de Páramo, perteneciente al concejo asturiano de Teverga, forman parte el territorio denominado "El Privilegio", próximo a la carretera de AS-228 que transita por el puerto de Ventana hacia León.
El Rey Bermudo III otorgó un Privilegio de Hidalguía considerado como prueba plena de nobleza, transmisible por matrimonio o línea femenina como gracia comunitaria, concesión real de singularidad excepcional. En el presente, la Unión de la Nobleza del Solar del Páramo de la Focella, reúne a los nobles hidalgos asturianos relacionados especialmente con el histórico Privilegio en una de las más antiguas corporaciones nobiliarias de España.

## Historia
Desde la antigüedad, el Solar se ha distinguido por ennoblecer por vía de varón o de mujer a sus descendientes que también gozaban de los mismos privilegios y condición de Caballeros o Damas Hijosdalgo. Es precisamente esta peculiar característica, de transmitir la nobleza por los esponsales y por línea femenina, una particularidad que se observa en muy pocos privilegios de hidalguía en España.
Esta merced colectiva, otorgada por el Rey Don Bermudo III, está documentada en la Audiencia de Oviedo donde se conserva una copia del documento otorgado por el Rey, fechado el 19 de septiembre de 1033. La pertenencia al Solar del Páramo de la Focella y Villa de Sub siempre ha sido considerada como prueba plena de nobleza, habiéndose confirmado posteriormente por casi todos los monarcas españoles –incluidos los Reyes Católicos en Medina del Campo el 15 de septiembre de 1480, y así sucesivamente, siendo la última la firmada por el Rey Don Carlos III, en Madrid, el 20 de junio de 1761.

## Unión de la Nobleza
El Solar del Páramo de la Focella, agrupa a la nobleza no titulada, vigente y reconocida en los términos y condiciones que dicta la Sentencia del Tribunal Constitucional 27/82 sobre el marquesado de Cartagena. Su ingreso debe ajustarse a condiciones tales como ser descendiente del antiguo Privilegio, Título del Reino o Hijodalgo a Fuero de Castilla, o su equivalente en otros reinos de España. Además también se valora la tenencia en ancestros de algún cargo desde los tiempos de distinción de estados, nobleza personal o el ser natural de las localidades señaladas en el Privilegio.
El Príncipe Heredero de Mónaco, S.A.S. Jacques Honoré Rainier Grimaldi, es uno de los Protectores Regios de este Solar del Páramo.
Los Caballeros o Damas Hijosdalgos pertenecientes a la Corporación pueden inscribir a sus descendientes desde el momento en que nacen, como así se hace por tradición en otros antiguos Solares españoles (los de Tejada y Valdeosera).
Entre sus actividades y en  la medida de lo posible, se subrayan:
- Catalogación de archivos, con fondos referentes a temas históricos, genealógicos y heráldicos asturianos, así como investigación en los mismos, con vistas a su publicación y mejor conocimiento.
- Catalogación y defensa del Patrimonio artístico-cultural y medio-ambiental del Principado.
- Concesión de becas, u otras ayudas, a estudiantes de esta demarcación de Asturias, con el fin de contribuir a mejorar la educación, sobre todo en lo que al ámbito de las humanidades se refiere, y especialmente en el concejo de Teverga.
- Celebración de actos públicos y sociales, otorgamiento de distinciones y premios, así como el desarrollo de cualquier actividad de contenido y propósito semejantes a los que constituyen su fin.

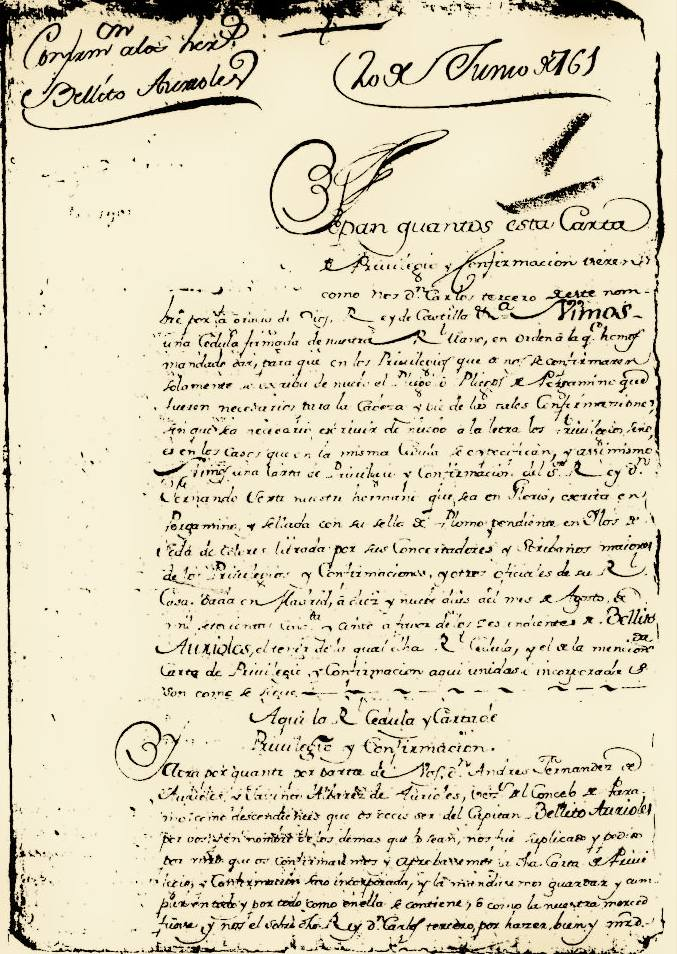
Concesión de Privilegios. Solar del Páramo y La Focella

## Emblema
El emblema se fundamenta en las armas que nos citaba el antiguo escritor y heraldista Tirso de Avilés, en su obra Armas y Linajes de Asturias, escrita en el siglo XVI, y que describe de esta forma:

Un caballero armado, a pie, con una espada en la mano a manera de dar golpe con ella, y un lobo y dos perros en campo colorado, con un letrero que dice: O´ QUAN BIEN LO HIZO BELLIDO CON SU ESPADA EN LA MANO.

Este escudo irá timbrado de la antigua corona real, que se representaba abierta, y con la Cruz de la Victoria como cimera. Todo dentro de un óvalo de plata, con una bordura de púrpura en la que se escribe: SOLAR DEL PÁRAMO Y LA FOCELLA. VEREMUDUS III REGE EREXIT A.D. MXXXIII